# Сийан-ла-Каскад
Сийа́н-ла-Каска́д (фр. Sillans-la-Cascade) — коммуна на юго-востоке Франции в регионе Прованс — Альпы — Лазурный берег, департамент Вар, округ Бриньоль, кантон Флейоск.
Площадь коммуны — 20,17 км², население — 512 человек (2006) с тенденцией к росту: 708 человек (2012), плотность населения — 35,0 чел/км².

## Население
Население коммуны в 2011 году составляло 680 человек, а в 2012 году — 708 человек.
| 1962 | 1968 | 1975 | 1982 | 1990 | 1999 | 2006 | 2011 | 2012 |
| ---- | ---- | ---- | ---- | ---- | ---- | ---- | ---- | ---- |
| 141  | 173  | 249  | 343  | 438  | 414  | 512  | 680  | 708  |

Динамика населения:

## Экономика
В 2010 году из 398 человек трудоспособного возраста (от 15 до 64 лет) 236 были экономически активными, 162 — неактивными (показатель активности 59,3 %, в 1999 году — 61,6 %). Из 236 активных трудоспособных жителей работали 199 человек (108 мужчин и 91 женщина), 37 числились безработными (15 мужчин и 22 женщины). Среди 162 трудоспособных неактивных граждан 47 были учениками либо студентами, 78 — пенсионерами, а ещё 37 — были неактивны в силу других причин.
На протяжении 2010 года в коммуне числилось 281 облагаемое налогом домохозяйство, в котором проживало 635,0 человек. При этом медиана доходов составила 15 815 евро на одного налогоплательщика.

## Фотогалерея

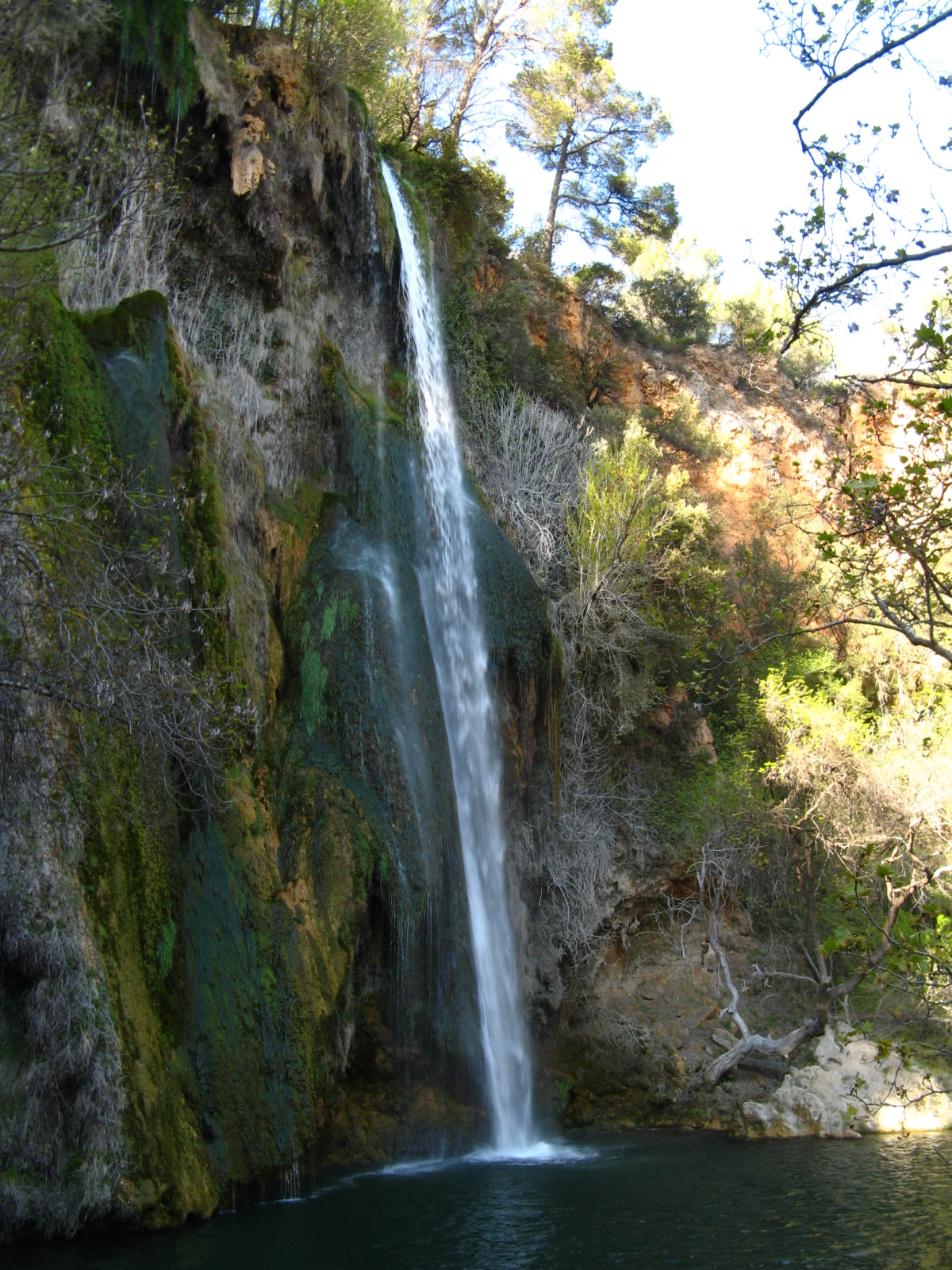
Водопад (42 метра)
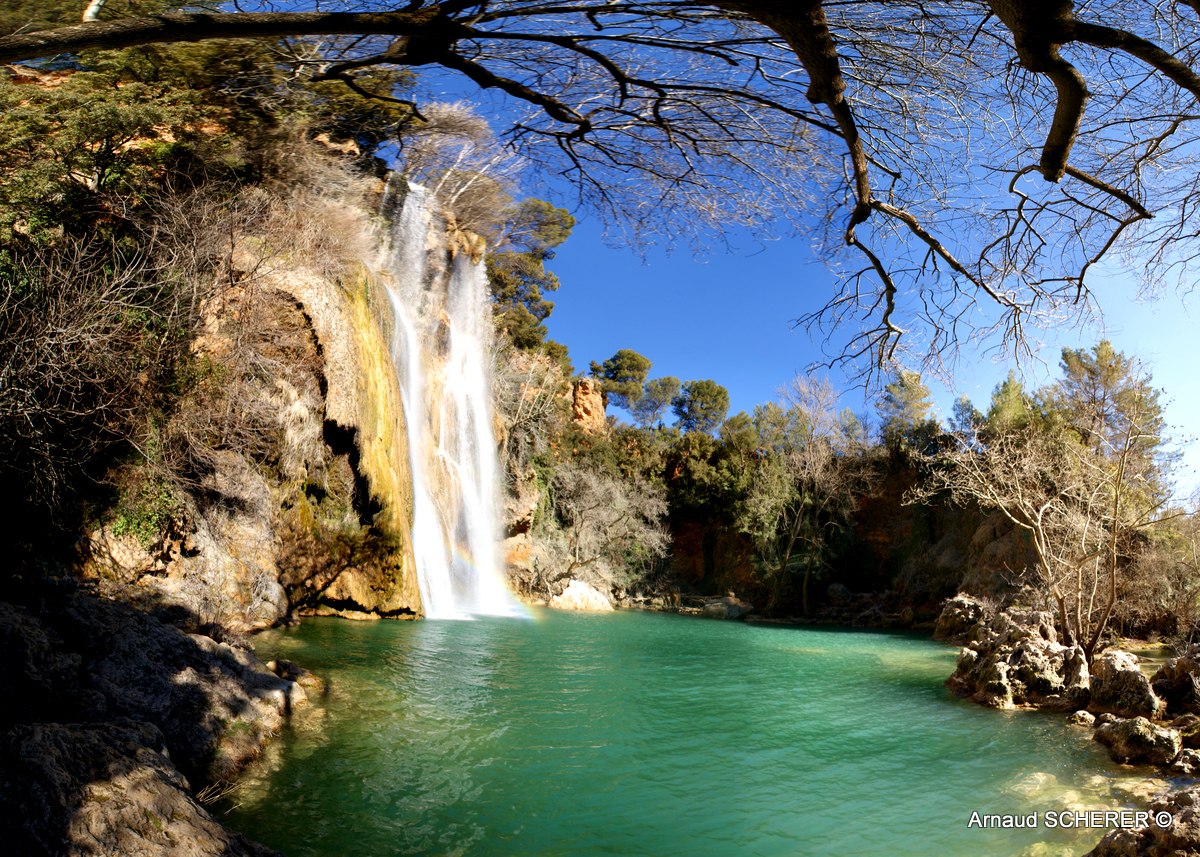
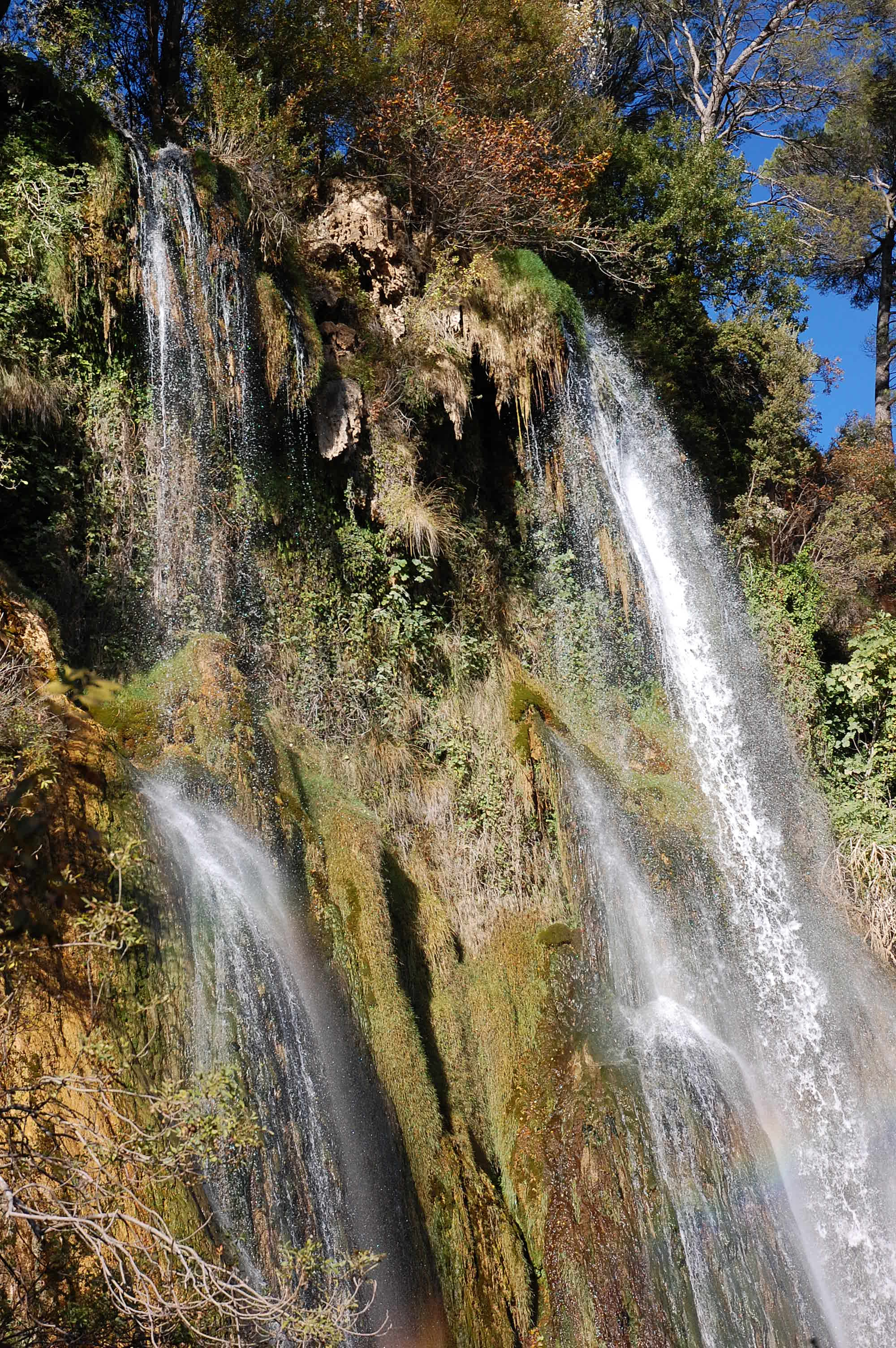